# Ułakczi
Ułakczi lub Ulagczy (zm. 1257) – trzeci chan Złotej Ordy w latach 1256-1257. Był następcą Sartaka. Nie jest pewne czy był jego synem czy też bratem (młodszym synem Batu). Zapewne abdykował bądź został otruty i tron przejął Berke.